# Dysphanochila pilosipennis
Dysphanochila pilosipennis är en skalbaggsart som beskrevs av Blackburn 1898. Dysphanochila pilosipennis ingår i släktet Dysphanochila och familjen Melolonthidae. Inga underarter finns listade i Catalogue of Life.